# Maurice de Périgny
Alexis-Antoine-Maurice Symon, conde de Périgny (Verdalle, 22 de março de 1877 — São Paulo, 4 de agosto de 1935) foi um geógrafo, arqueólogo, fotógrafo, tradutor e explorador francês.
Périgny foi "um apaixonado americanista, cuja contribuição para a arqueologia maia é inegável", como registrou Éric Taladoire que, analisando os defeitos conceituais existentes na sua obra, analisou suas viagens ao México e América Central.

## Biografia
Nasceu no Château de Touscayrats (ou Touscairas), propriedade familiar na comuna de Verdalle, no cantão de Dourgne, segundo dos três filhos homens do Conde Marie-Félix-Arthur Symon de Périgny e sua esposa, também de origem nobre e abastada, Alice-Marie-Clary Nairac de Ferrières.
Completou a formação inicial numa escola de Sorèze, situada a somente quinze quilômetros do castelo da família, em 1893. Dois anos depois sua mãe falece num acidente de pesca, que ganhou repercussão nacional. Périgny, então, estuda em Paris letras, ciências e direito, havendo indicação de que se formara geógrafo. No ano de 1900 realiza uma viagem pela Europa, especialmente em Hamburgo e já no ano seguinte vai a Nova Iorque e, dali, a Montreal. Em 1902 consta haver estado em Boston e, no ano seguinte, em Nova Orleans e, entre maio e agosto, viaja pela Coreia e Japão.
Assim, a 20 de maio de 1904 realizou uma conferência na Société de Géographie que, em uma semana, o admite como membro e, em junho, participa de evento em Harvard, vindo em setembro a participar como delegado do Congresso Internacional de Geografia, evento que se deu em várias cidades estadunidenses até seu encerramento na Feira Mundial de Saint Louis; reunidos pelo evento, um grupo de congressistas decide realizar viagem exploratória pelo Novo México, Arizona, Colorado e na Cidade do México onde permanece enquanto os demais retornam; no México passa ali alguns meses, estando em janeiro do ano seguinte nos sítios arqueológicos da Península de Iucatã: de volta à França obtém apoio governamental e da Société para retornar às explorações iniciadas em Iucatã, dessa vez percorrendo também a Guatemala (onde descobriu as ruínas de Nakum) e Belize.
Casou-se, em Londres, 1908, com Marie-Louise Leidinger de Reinert, então uma divorciada com 35 anos de idade, sendo já então morador de Paris. Em 1909 empreende nova expedição pela Costa Rica e Guatemala, passando vários meses na América Central, visitando no ano seguinte a El Salvador, Honduras e Nicarágua, em visitas onde foi recepcionado pelos respectivos presidentes.
Em 1913, Périgny voltou à Costa Rica , onde viajou por quatro meses, deixando no país uma das mais completas obras escritas em francês até então. Não foi publicado até 1918 devido a uma longa doença e sua mobilização durante a Primeira Guerra Mundial que o trouxe para o Marrocos e depois para o front italiano.
Deixou definitivamente a França em 1920 mudando-se para o Brasil, onde viveu até sua morte. Em 1934 participou da fundação da Aliança Francesa na capital paulista, que presidiu até seu falecimento. Foi membro correspondente do Instituto Histórico e Geográfico de São Paulo, havendo trabalhado na tradução ao francês de vários autores brasileiros de renome, como Machado de Assis.
Périgny teve intensa vida social no Brasil onde foi representante da Banca Française et Italienne pour le Brésil, e quando morreu aos cinquenta e oito anos teve seu corpo embalsamado para ser sepultado no túmulo familiar, em França. No dia 9 de agosto foi celebrada uma missa pelo Conde na Capela Francesa, na capital paulista e, no obituário publicado no dia 8 pelo Correio Paulistano, informara-se que dera duas voltas ao mundo, publicara vários livros e fora "simples soldado" na Grande Guerra, vindo a se tornar tenente de infantaria. Graças ao seu trabalho e lutas recebeu diversas honrarias, dentre as quais a Legião de Honra e a Cruz de Guerra, sendo "cavaliere" da Ordem da Coroa, italiana. Depois de velado na capital paulista o corpo seguiu para Santos, no dia 11 de agosto, onde embarcaria no vapor Eubée, de volta à terra natal.

## Publicações
- En courant le monde, 1906
- Le Petén (Guatemala), La Géographie, 1907, p. 287-290
- Le Yucatán inconnus, La Géographie, 1908, p. 227-238
- Villes mortes de l'Amérique Centrale, Le Tour du monde, 1909, p. 445-480 et, 1911, p. 349-360
- Le pays des Aïnos, Bulletin de la Société de Géographie de Lille, 1910, p. 1-15
- Mission dans l'Amérique Centrale (1909-1910), Archives des missions scientifiques, 1911, p. 1-16
- Les cinq républiques de l' Amérique centrale, 1911
- Les États-Unis du Mexique, 1912
- Les ruines de Nackun (Guatemala), La Géographie, 1912, p. 18-32
- La République de Costa Rica, Librairie Félix Alcan, 1918
- Au Maroc. Fès, la capitale du Nord, 1917
- Au Maroc. Marrakech et les ports du Sud, 1918
- Au Maroc.Casablanca-Rabat-Meknès, 1919
- Contes et poèmes de Costa Rica, P. Roger et cie, 1924 - traduçã de contos de Ricardo Fernández, Lisímaco Chavarría e Aquileo Echeverría